# Paulino Matip Nhial
Paulino Matip Nhial (m. 22 de agosto de 2012), o Nhial Matiep, fue un líder militar y político en Sudán del Sur.

## Biografía
Paulino pertenece a la sección de Bul de los nuer. Se unió a la fuerza separatista Anyanya durante la primera guerra civil sudanesa (1955-1972), pero después del acuerdo de paz de 1972 no se unió al ejército sudanés. En 1975 volvió a ser un rebelde en Bilpam y se trasladó a Etiopía. La segunda guerra civil sudanesa se inició en 1983 y se extendió hasta 2005. Paulino se convirtió en miembro de Anyanya II, y en 1985 regresó a la Unidad Estatal (Alto Nilo), armado y apoyado por el gobierno. Se opuso al Ejército de Liberación del Pueblo Sudanés (SPLA), que había atacado a Ananya II en 1983. Luchando con el Brigadier Omar al-Bashir, un oficial del ejército en ese entonces, para liderar un golpe de Estado y convertirse en presidente de Sudán, a principios de 1989 él es recapturado en Mayom, Unidad de Estado desde el SPLA. En 1991, Paulino se unió a la facción de Riek Machar.

Tras la firma del Acuerdo de Paz de Jartum de 1997, las fuerzas de Paulino se incorporaron técnicamente en las Fuerzas de Defensa del Sur de Sudán (SSDF). En septiembre de 1997 intentó, sin éxito, convertirse en gobernador del estado de Unidad. El gobierno reconoció su milicia, la Movimiento de Unidad de Sudán del Sur / Ejército (SSUM / A), en marzo de 1998. El gobierno proporcionó armas y municiones, y nombró Paulino un General de División en las Fuerzas Armadas de Sudán. Riek en oposición a su candidatura de gobernador había causado una ruptura entre los dos, y en julio de 1998 las tropas de Paulino tomaron y saquearon Ler, antigua base de Riek. Aunque el SSUM se fragmentó, con los enfrentamientos entre las unidades dirigidas por comandantes rivales, era la milicia más poderosa de la gente del sur que se oponía al SPLA en la guerra.